# Helena Zitková
Helena Zitková (* 31. října 1977 Pardubice) je česká aktivistka, vysokoškolská učitelka a vědecká pracovnice v oblasti pedagogických věd. Dlouhodobě se zabývá osobnostně-sociálním rozvojem, přípravou budoucích učitelů, obecnou didaktikou a didaktikou anglického jazyka. V současné době působí na Fakultě filozofické Univerzity Pardubice. Je představitelkou současného reformně-pedagogického hnutí v Česku.

## Životopis

### Vzdělání
Vystudovala Učitelství anglického jazyka pro základní školy (Bc.) na Ústavu jazyků a humanitních studií Univerzity Pardubice, Pedagogiku (Bc.) na Filozofické fakultě Univerzity Karlovy, Sociální pedagogiku (Mgr.) na Pedagogické fakultě Univerzity Hradec Králové a Pedagogiku v rámci doktorského studia (Ph.D.) na Pedagogické fakultě Univerzity Palackého. Kromě toho vystudovala doplňkové pedagogické studium Učitelství odborných předmětů pro střední školy na Fakultě filozofické Univerzity Pardubice a doplňkové studium Učitelství anglického jazyka pro střední školy na Pedagogické fakultě Univerzity Hradec Králové. Absolvovala mnoho seminářů, kurzů a výcviků zaměřených na komunikaci, osobnostně-sociální rozvoj, metodiku výuky anglického jazyka nebo například v oblasti waldorfské pedagogiky.

### Pedagogická praxe
Ve své pedagogické praxi působila 4 roky na základní škole, 3 roky na střední škole a od roku 2013 působí jako akademická pracovnice na Katedře anglistiky a amerikanistiky Fakulty filozofické Univerzity Pardubice, kde se zabývá přípravou budoucích učitelů anglického jazyka. Je autorkou tří odborných monografií a mnoha odborných publikací v periodicích na národní i mezinárodní úrovní, pravidelně se účastní vědeckých konferencí, je programovou ředitelkou české konference Vzdělání pro budoucnost. Vede vzdělávací semináře pro pedagogy a workshopy osobnostně-sociálního rozvoje pro žáky a studenty.

## Odborná činnost

### Osvětová činnost
Doktorka Helena Zitková je autorkou otevřené výzvy Společně za dobrovolné domácí úkoly ve školách. V návaznosti na tuto otevřenou výzvu založila osvětový web Co nevíte o škole a je správkyní stejnojmenné facebookové a instagramové stránky. Tamtéž působí společně s Michalem Ševčíkem. Prostřednictvím této stránky se na ni obracejí žáci a jejich zákonní zástupci s dotazy a prosbami o rady při řešení problémů a nepříjemných situací ve škole. Je častým hostem v médiích, kde se vyjadřuje k problematickým aspektům našeho vzdělávacího systému (například již zmíněné domácí úkoly). V říjnu 2023 byla hostem v pořadu Dobré ráno České televize. Zastává stanovisko, že školy některými svými požadavky (například na omlouvání zameškaných hodin lékařem nebo různými restriktivními zákazy) porušují platné předpisy a zároveň, že tyto požadavky nemají ani žádné pedagogické odůvodnění. Přispívá do Deníku N.

### Osobnostně-sociální rozvoj
Kromě osvětové činnosti se zabývá dlouhodobě i problematikou rozvoje osobnostně-sociálních dovedností, v této oblasti publikovala mnoho odborných článků v recenzovaných časopisech včetně dvou monografií.  Mimo vědecké a publikační činnosti se věnuje rozvoji soft-skills z pozice odborného didaktického poradce.

### Didaktika anglického jazyka
Od počátku své pedagogické praxe se zabývá vyučováním anglického jazyka, během svého působení na Univerzitě Pardubice zejména didaktikou a přípravou budoucích učitelů angličtiny. Spolupracuje s výukovým portálem Help for English, je odbornou konzultantkou výukové aplikace EnglishMe! a zabývá se využitím hudby a zpěvu ve výuce anglického jazyka.

## Publikace

### Monografie
- ZITKOVÁ, Helena, HEZKÁ, Martina, KOPECKÁ, Lenka, BLUMENSTEIN, Tomáš a ŠEVČÍK, Michal (2025): Smysluplné hodnocení ve škole - formativní přístup. Svět vzdělání. 127 stran.
- ZITKOVÁ, Helena a VYKOUPILOVÁ, Hana (2021): Připravte děti na život. Rozvoj soft-skills pro každého. BizBooks. 216 stran.
- ZITKOVÁ, Helena, ČERNÁ, Monika a ZELINKOVÁ, Olga (2020): Dyslexie. Zaostřeno na angličtinu. Nakladatelství Pasparta. 158 stran.
- ZITKOVÁ, Helena (2014): Rozvoj sociálních dovedností u žáků na I. stupni základních škol (Social Skills Training of Pupils in Primary Schools). Univerzita Pardubice. 181 stran.

### Kapitoly
- Zitková, H. a Vít, M. (2023) "The Socioemotional Aspect of Classroom Climate in Songbased
- EFL Classes" In Contemporary Challenges in Education. Paradoxes and Illuminations. Voices from the classroom, edited by Vana Chiou, Lotte Geunis, Oliver Holz, Nesrin Oruç Ertürk, Justyna Ratkowska-Pasikowska, Fiona Shelton (ed.), vol. 3, pp. 382-394. Waxmann.
- Zitková, H. a Vít, M. (2022) "Song-Based Gap-Fill Tasks in ELT." In Pushing the Boundaries, edited by Petra Huschová, Kateřina Keplová, and Helena Zitková. pp. 121-130. University of Pardubice.

### Vědecké články
- Zitková, Helena (2024) 'The experience of Corporal Punishment in Schools'. IAI Academic Conference Proceedings. Skopje: International Academic Institute, p. 97-106. ISSN 2671-3179. Online: https://ia-institute.com/iai-academic-conference-proceedings-vienna-21-june-2024/
- Spilková, Vladimíra a Helena Zitková. (2024) 'Eseje jako nástroj k identifikaci a formování profesního sebepojetí studentů učitelství.' Pedagogika. 74(1), s. 13-38. DOI: https://doi.org/10.14712/23362189.2024.3974 Dostupné na: https://ojs.cuni.cz/pedagogika/article/view/3974/3719
- Zitková, Helena a Jaroslav Myslivec. (2023) 'Test Assessment: Grading Practice (A Comparison Study of Preservice English Teachers and Inservice English Teachers in the Czech Republic)' In ICNAEducation 7th International Conference on New Approaches in Education. Conference Proceedings. Barcelona, p. 18–37. DOI: https://www.doi.org/10.33422/7th.icnaeducation.2023.09.002 Dostupné na: https://www.dpublication.com/proceeding/7th-icnaeducation/
- Rýdl, Karel a Helena Zitková. (2023) 'K problematice tělesných trestů ve vývoji rodinné výchovy a školního vzdělávání.' Pedagogika, 73(3), s. 347-368. DOI: https://doi.org/10.14712/23362189.2023.2701. Dostupné na: https://ojs.cuni.cz/pedagogika/issue/view/278
- Zitková, H. a Hezká, M. (2022) 'Smysluplné konzultace dítě–rodič–učitel.' Pedagogika, 72(2), 2022, s. 301–314.
- DOI: https://doi.org/10.14712/23362189.2021.2064. Dostupné na: https://ojs.cuni.cz/pedagogika/article/view/2064/1703
- Zitková, H. (2022) 'Tresty ve výchově pohledem budoucích učitelů na počátku jejich přípravného vzdělávání.'  In Zaťková, T. Š. a Michvocíková, V. (eds.) Pedagogica Actualis XIII. - Vybrané aspekty vzdelávania v kontexte otvorenej vedy. Sborník vědeckých studií. Trnava: Univerzita sv. Cyrila a Metoda v Trnave. s. 363 -377. ISBN 978-80-572-0243-1.
- Zitková, H. (2021) 'Assessment and Grading - Perception of Pre-Service English Teachers.' Hradec Králové Journal of Anglophone Studies. Univerzita Hradec Králové. 8(1-2), s. 31-55. ISSN 2336-3347.
- Zitková, H. a Vít, M. (2016) 'Singing with The Beatles.' Teaching Together, Learning Together. English Language Teaching Ideas, Nitra: Univerzita Konštantína Filozofa v Nitre. 2016, 1, s. 142-148. ISSN 978-80-558-0974-8.
- Zitková, H. a Vít, M. (2016) 'Popular Songs in the English Classroom in Czech Lower-Secondary and Secondary Education.' Hradec Králové Journal of Anglophone Studies. Univerzita Hradec Králové. 3 (1), s. 138-141. ISSN 2336-3347.
- Zitková, H. (2010) 'Prvotní osvojování sociálních dovedností dětí v současné rodině.' In Papšo, P., Švrčinová, L. a Hoferková, S. (ed) Problémy súčasnej rodiny a náhradná rodinná starostlivosť II. Sborník z mezinárodní vědecké konference konané 10.-11. června 2010 v Banské Bystrici. Banská Bystrica. s. 204-206. ISBN 978-80-557-0103-5.
- Zitková. H. (2010) 'Rozvoj sociálních dovedností u žáků na I. stupni základní školy.' Dílčí výsledky výzkumné sondy. In Aktuální problémy pedagogiky ve výzkumech studentů doktorských studijních programů VII.  Sborník příspěvků ze VII. ročníku konference konané 23. listopadu 2009. Olomouc: Votobia, s. 392-396. ISBN 978-80-244-2593-1.
- Zitková, H. (2009) 'Činnost probační a mediační služby.' In Kadlec, T. a Nováková, Z. (eds) Akční pole sociální práce III. Aktuální otázky sociální práce a sociální pedagogiky. Recenzovaný sborník z konference konané 19. března 2009 v Olomouci. Olomouc. s. 223-231. ISBN 978-80-244-2449-1.
- Zitková, H. (2009) 'Zamyšlení nad uplatnitelností myšlenek Ellen Keyové ve škole 21. století.' In Sychrová, A. a Moravcová, I. aj. (eds) Proměny podmínek života dětí a mládeže ve století dítěte podle Ellen Keyové. Sborník ze II. symposia o vývoji sociální pedagogiky konaného 16. dubna 2009. FF Univerzita Pardubice. s. 89-92. ISBN 978-80-7395-231-0.
- Zitková, H. (2008) 'Rozvoj sociálních dovedností.' In Vašťatková, J. a Fiala, B. (eds.) Aktuální problémy pedagogiky ve výzkumech studentů doktorských studijních programů. Sborník příspěvků  z VI. ročníku konference konané 10. prosince 2008. Olomouc: Votobia. s. 327-329. ISBN 978-80-7220-315-4.

### Články v odborných časopisech pro pedagogy
- Zitková, H., Hezká, M. a Zrůstová, K. (2023) Emoce ve škole. Třídní učitel a vedení třídy. (II. čtvrtletí). s. 34-36. ISSN 2570-8279.
- Zitková, H. (2023) Domácí úkoly v moderní škole. Učitelské listy. 16.1.2023. Dostupné na: http://www.ucitelske-listy.cz/2023/01/helena-zitkova-domaci-ukoly-v-moderni.html
- Zitková, H. a Hezká, M. (2022). Krok za krokem tandemovou výukou. Třídní učitel a vedení třídy. (IV. čtvrtletí). s. 14-15. ISSN 2570-8279.
- Zitková, H., Hezká, M. a Zrůstová, K. (2022) Šest klíčů k bezpečnému a podnětnému prostředí pro učení. Prevence - časopis pro školní praxi. 19(1), s. 26-29. ISSN 1214-8717.
- Zitková, H. a Vykoupilová, H. (2021) Objevte kouzlo soft skills z nevšední perspektivy a proleťte se balónem. Komenský - Odborný časopis pro učitele základní školy. 146 (1), s. 36 - 39. ISSN 0323-0449. Dostupné na: https://www.ped.muni.cz/komensky/clanky/odhalte-kouzlo-soft-skills-z-nevsedni-perspektivy-a-prolette-se-balonem
- Zitková, H. a Hezká, M. (2021) Učitel nezmění systém, ale "zdánlivé" maličkosti změnit může. Prevence - časopis pro školní praxi. 18(3), s. 30-32. ISSN 1214-8717.
- Zitková, H. a Vykoupilová, H. (2021) Úspěch není náhoda, můžeme mu pomoci, pokud víme, jak na to. Třídní učitel a vedení třídy. (III. čtvrtletí). s. 34-35. ISSN 2570-8279.
- Zitková, H., Rýdl, K. a Hezká M. (2021) Jak na užitečné hodnocení ve škole aneb Malá metodika hodnocení. Komenský - Odborný časopis pro učitele základní školy. 145 (4), s. 42 - 49. ISSN 0323-0449. Online: https://webcentrum.muni.cz/media/3358522/komensky_145_04_tisk-2.pdf
- Zitková, H. a Hezká, M. (2020) Individualizované a personalizované dobrovolné „domácí úkoly“. Třídní učitel a vedení třídy. (II. čtvrtletí). s. 12-13. ISSN 2570-8279.
- Zitková, H. a Hezká, M. (2019) Domácí úkoly. Třídní učitel a vedení třídy. (IV. čtvrtletí). s. 14-17. ISSN 2570-8279.
- Zitková, H. a Hezká, M. (2019) Zahraniční spolupráce se základní školou aneb „A pojedeme do Švédska!“ Třídní učitel a vedení třídy. (1). s 21-23. ISSN 2570-8279.
- Zitková, H. a Hezká, M. (2019) Spolupráce se školním psychologem. Třídní učitel a vedení třídy. s 10-11. ISSN 2570-8279.
- Zitková, H. a Hezká, M. (2018) Rodičovské schůzky trochu jinak. Třídní učitel a vedení třídy, 2 (3), 2018. s. 32-37. ISSN 2570-8279.